# Asnières-en-Poitou
Asnières-en-Poitou är en kommun i departementet Deux-Sèvres i regionen Nouvelle-Aquitaine i västra Frankrike. Kommunen ligger i kantonen Brioux-sur-Boutonne som tillhör arrondissementet Niort. År 2022 hade Asnières-en-Poitou 191 invånare.

## Befolkningsutveckling
Antalet invånare i kommunen Asnières-en-Poitou
| Referens: INSEE |